# Duivelskunstenaars van de Taag

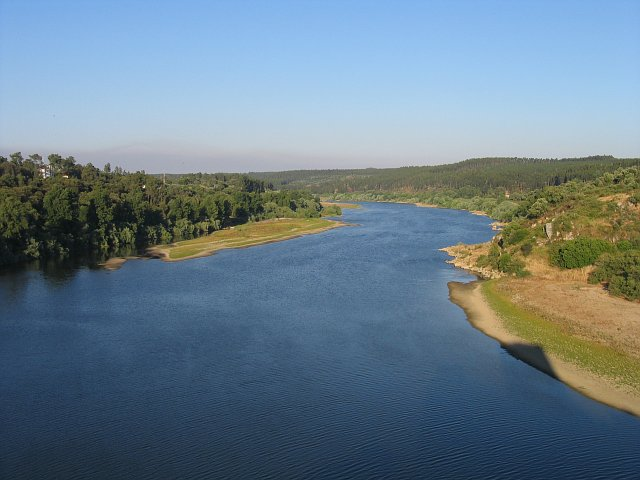
De Taag vanaf het kasteel van Almourol

Duivelskunstenaars van de Taag is een spionageroman van auteur Gérard de Villiers en is het 40e deel uit de S.A.S.-reeks met als protagonist de Oostenrijkse prins en freelance CIA-agent Malko Linge.

## Het verhaal
In Portugal heeft zojuist de linkse Anjerrevolutie plaatsgevonden die een einde maakte aan het regime onder leiding van Marcello Caetano.
De Sovjet-Unie probeert hiervan te profiteren door met dollars te strooien en de nieuwe, linksgeoriënteerde machthebbers in hun invloedssfeer te krijgen. In de straten van de hoofdstad Lissabon wemelt het van de KGB-agenten.
De vrouw van een in Portugal gestationeerde KGB-agent heeft echter het besluit genomen dat zij naar het Westen wil vluchten.
De CIA zendt Malko naar Portugal om de vlucht van de vrouw succesvol te laten verlopen.
De vrouw blijkt naast bloedmooi te zijn, als een fotomodel, ook te beschikken over een vurig temperament en van een stevig glas wodka te houden.
De CIA vermoedt tevens dat de vrouw van de kolonel op de hoogte is van de plannen van Moskou met Portugal. Aan Malko de taak om de plannen aan de vrouw te ontfutselen.

## Personages
- Malko Linge, een Oostenrijkse prins en CIA-agent
- Natalia Grifanov, de vrouw van een hoge KGB-officier